# 秦岭鼠尾草
秦岭鼠尾草（学名：Salvia piasezkii）是唇形科鼠尾草属的植物，是中国的特有植物。分布于中国大陆的陕西等地，目前已由人工引种栽培。